# Phantogram
Phantogram es un dúo de música estadounidense de Greenwich, Nueva York, formado en 2007 y compuesto por los multiinstrumentistas y vocalistas Sarah Barthel y Josh Carter.
La banda define su música como rock electrónico, dream pop, electrónica y trip hop, y ha descrito su sonido como "street beat, psych pop". Según Carter, su música tiene "gran número de ritmos, un remolino de guitarras, teclados espaciales, ecos, voces etéreas". Carter y Barthel se inspiraron en numerosos artistas, incluidos los Beatles, David Bowie, Cocteau Twins, J Dilla, Flaming Lips, John Frusciante, Serge Gainsbourg, Madlib, Sonic Youth, Yes, Kevin Shields y Prince .
Componen sus canciones y graban en un granero apartado en el norte del estado de Nueva York llamado Harmonie Lodge. La banda ha lanzado cuatro álbumes de estudio ( Eyelid Movies en 2010, Voices en 2014, Three en 2016 y Ceremony en 2020), cuatro EP ( Phantogram y Running From the Cops en 2009, Nightlife en 2011, Phantogram en 2013) y 10 sencillos.

## Historia

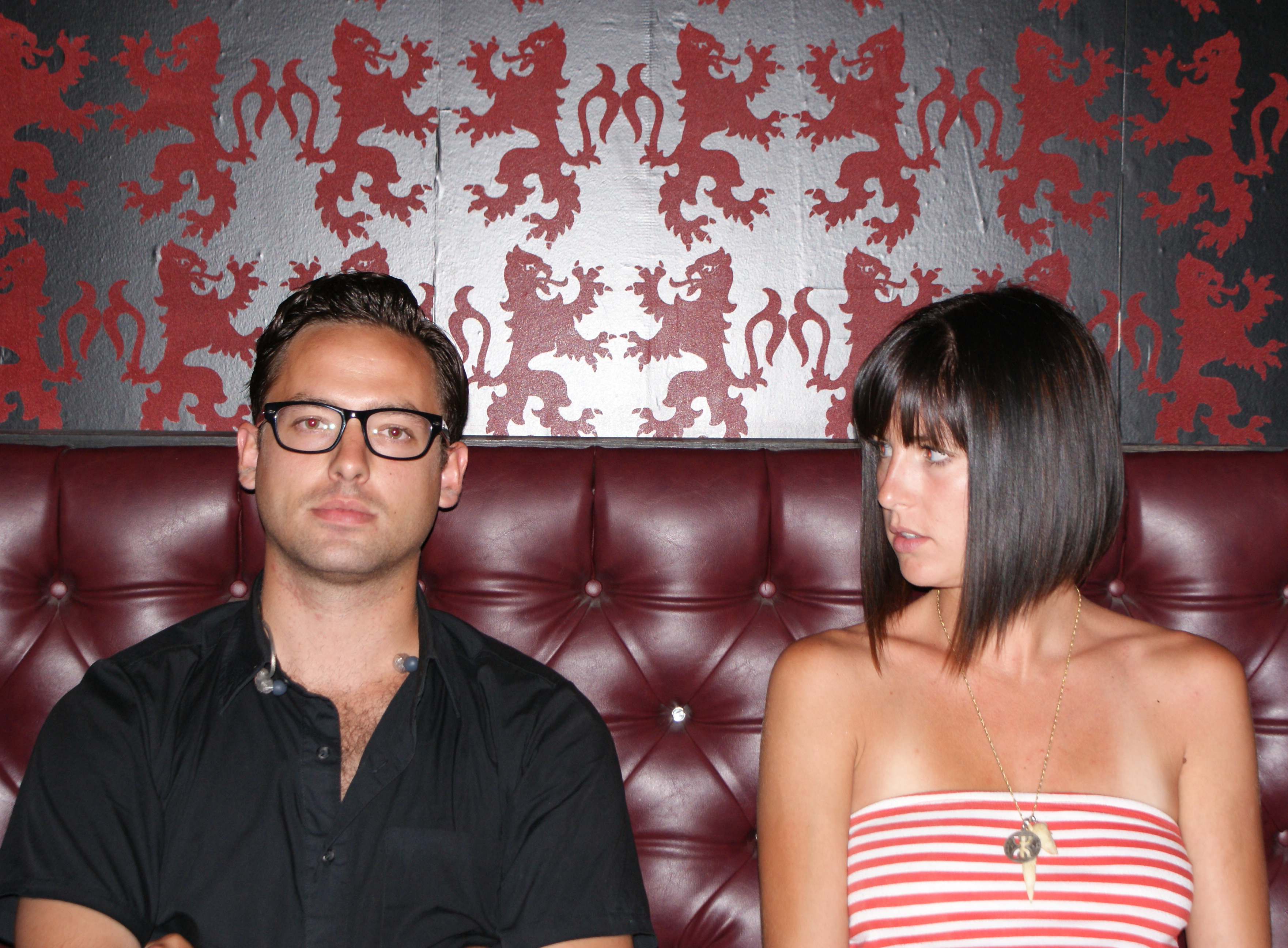
Phantogram en 2010

Carter y Barthel han sido amigos desde preescolar. A mediados de 2007, Barthel regresó a casa frustrada tras haber intentado sacar un título en artes visuales en Champlain College en Vermont, y Carter regresó a casa después de una breve temporada en la ciudad de Nueva York con Grand Habit, una banda experimental formada con su hermano mayor, John. Los dos amigos se juntaron y trabajaron para finalizar algunas de las canciones que empezó a componer Carter, y finalmente formaron la banda. Tocaron algunos conciertos en directo, pero decidieron enfocar la mayor parte de sus esfuerzos en grabar discos.
El nombre original del dúo era Charlie Everywhere y con dicha denominación actuaron en el área de Saratoga Springs, Nueva York y publicaron dos EP con la discográfica local Sub-Bombin Records. Cuando firmaron un contrato con el sello británico Barely Breaking Even el 26 de enero de 2009, cambiaron su nombre a Phantogram. El nombre de Phantogram fue sugerido por Carter cuando el grupo decidió cambiar de Charlie Everywhere a "algo que [les] gustase". Al buscar el significado de la palabra phantogram (fantograma), descubrieron que se refería a una ilusión óptica en la que las imágenes bidimensionales se convierten en tridimensionales al ser observadas, y notaron paralelismos entre este significado y la música de su banda.

## Miembros
- Sarah Barthel: voz, teclados, piano, programación, sintetizadores, guitarras, producción (2007-presente)
- Josh Carter: voz, guitarras, programación, sintetizadores, batería, percusión, producción (2007-presente)

## Discografía

### Álbumes de estudio
- 2009 - Eyelid Movies
- 2013 - Voices
- 2016 - Three
- 2024 - Ceremony

### EPs
- 2009 - Phantogram
- 2009 - Running From the Cops
- 2011 - Nightlife